# Hadsund Politigård (bygning)
Hadsund Politigård eller Hadsund Gamle Politigård blev opført i 1919, tegnet af arkitekt Morten Skøt, som resultat af mange års arbejde for at få Politiet til Hadsund. Bygningen blev officielt fraflyttet den 31. december 2007. De sidste to lejere, motorkontoret og politiet, fik nye adresser. Motorkontoret nedlagdes, mens politiet flyttede ned på Hadsund Rådhus.
Bygningen blev i 2008 indstillet til fredning. I maj 2010 blev den udpeget til at have en meget høj bevaringsværdig. Kulturarvsstyrelsen finder, at bygningen har særlige kulturhistoriske og arkitektoniske værdier, der kan begrunde en udpegning som bevaringsværdig. Hadsund Politigård er en gedigen administrationsbygning, opført med tanke på at hæve det arkitektoniske niveau i byen. Den reserverede tilbagetrækning fra fortovslinien og den aksiale, pompøse indgangsdør tjener til at understrege dette. Bygningen er en vigtig brik i Hadsunds historie og byens overgang fra ladeplads til by. Kulturarvsstyrelsen kan anbefale, at der drages omsorg for, at de eksisterende vinduer og døre bevares.

## Historie
Den 1. november 1919 kunne man indvie arkitekt Morten Kristian Skøts politistation i Tinggade. Bygningen var indrettet med tingstue, dommerværelse, kontorer, vagtstue og celler i stueetagen, medens der på 1. sal var indrettet tjenestebolig for politimesteren med herreværelse, dagligstue, spisestue, to soveværelser, gæsteværelse, pigeværelse, badeværelse og køkken med spisekammer. Det havde været dyrt at bygge politistationen, men Skelund-Visborg Kommune havde da også i juni 1919 fået amtets tilladelse til optagelse af et lån på 78.000 kr. til opførelse af politigården.

## Galleri
- Politigården set fra nord.
- Poltigården set fra syd.
- Set fra sydvest.
- Set forfra.